# Уотинен, Йорма
Йорма Лео Калеви Уотинен (фин. Jorma Leo Kalevi Uotinen; род. 28 июня 1950, Пори, Турку-Пори) — финский танцовщик, хореограф; художественный руководитель международного фестиваля танца в Куопио (с 2002); ранее — художественный руководитель Финского национального балета (1992—2001); директор Хельсинкского городского театра (1987—1990); профессор (2012). Заявил о своей бисексуальности.

## Биография
Родился 28 июня 1950 года в городе Пори, в Финляндии.
Обучался в Женеве у Сержа Головина.
С 1970 года в качестве артиста балета выступал в различных коллективах Финляндии и за границей: с 1970 по 1976 годы — в Финском национальном балете; с 1976 по 1980 годы по приглашению Каролин Карлсон работал в Центре театральных исследований парижской Оперы, занимался постановками в парижском театре Буфф дю Нор, а с 1980 по 1981 годы — в венецианском театре Ла Фениче, миланском Ла Скала, в Цюрихе и Берлине.
С 1987 по 1990 годы работал директором Хельсинкского городского театра, а с 1992 по 2001 годы — художественным руководителем Финского национального балета.
С 2002 года является художественным руководителем международного фестиваля танца в Куопио.
С 2006 года является членом жюри в финской версии телевизионного шоу «Танцы со звёздами» (фин. Tanssii tähtien kanssa).
В 1998 году записал сольный альбом «Tunteiden taivas», а в 2006 году альбом «Sentimental Secrets».
Является Послом доброй воли ЮНИСЕФ

## Семья
- Был женат на — Хелена Линдгрен[фин.] (фин. Helena Lindgren), финская артистка, певица.

## Дискография
- 1998 — «Tunteiden taivas»
- 2006 — «Sentimental Secrets»